# 조지아 캐롤
조지아 캐롤(Georgia Carroll, 1919년 11월 18일 ~ 2011년 1월 14일)은 미국의 영화배우, 가수, 배우, 모델이다.

## 영화
- 캐롤리나 블루스 (1944년)
- 싸우잰드 치어 (1943년)
- 걸 크레이지 (1943년)
- 두 베리 워즈 어 레이디 (1943년)
- 어라운드 더 월드 (1943년)
- 만찬에 온 사나이 (1942년)
- 성조기의 행진 (1942년)
- 네이비 블루스 (1941년)
- 미인극장 (1941년)